# Élections départementales de 2021 dans le Morbihan
Les élections départementales dans le Morbihan ont lieu les 20 et 27 juin 2021.

## Contexte départemental

### Assemblée départementale sortante
Avant les élections, le conseil départemental du Morbihan est présidé par François Goulard (DVD).
Il comprend 42 conseillers départementaux issus des 21 cantons du Morbihan.
| Président du conseil départemental |       |       |      |                                |
| François Goulard (DVD)             |       |       |      |                                |
| Parti                              | Sigle | Sigle | Élus | Groupes                        |
| Majorité (34 sièges)               |       |       |      |                                |
| Divers droite                      |       | DVD   | 22   | Majorité départementale        |
| Les Républicains                   |       | LR    | 12   | Majorité départementale        |
| Opposition (8 sièges)              |       |       |      |                                |
| Parti socialiste                   |       | PS    | 6    | Morbihan Innovant et Solidaire |
| Parti communiste français          |       | PCF   | 1    | Morbihan Innovant et Solidaire |
| Pour la Bretagne !                 |       | PLB   | 1    | Morbihan Innovant et Solidaire |

## Système électoral
Les élections ont lieu au scrutin majoritaire binominal à deux tours. Le système est paritaire : les candidatures sont présentées sous la forme d'un binôme composé d'une femme et d'un homme avec leurs suppléants (une femme et un homme également).
Pour être élu au premier tour, un binôme doit obtenir la majorité absolue des suffrages exprimés et un nombre de suffrages au moins égal à 25 % des électeurs inscrits. Si aucun binôme n'est élu au premier tour, seuls peuvent se présenter au second tour les binômes qui ont obtenu un nombre de suffrages au moins égal à 12,5 % des électeurs inscrits, sans possibilité pour les binômes de fusionner. Est élu au second tour le binôme qui obtient le plus grand nombre de voix.

## Résultats à l'échelle du département

### Résultats par nuances
| Binômes                  | Binômes                             | Binômes                  | Premier tour | Premier tour | Premier tour | Second tour | Second tour   | Second tour | Total | +/-           |  |
| Binômes                  | Binômes                             | Binômes                  | Voix         | %            | Sièges       | Voix        | %             | Sièges      | Total | +/-           |  |
| ------------------------ | ----------------------------------- | ------------------------ | ------------ | ------------ | ------------ | ----------- | ------------- | ----------- | ----- | ------------- |  |
|                          | Divers droite                       | DVD                      | 60 546       | 31,12        | 0            | 78 781      | 40,05         | 20          | 20    | 16            |  |
|                          | Divers gauche                       | DVG                      | 32 006       | 16,45        | 0            | 34 680      | 17,63         | 4           | 4     | en stagnation |  |
|                          | Rassemblement national              | RN                       | 27 429       | 14,10        | 0            | 2 085       | 1,06          | 0           | 0     | en stagnation |  |
|                          | Union à gauche avec des écologistes | UGE                      | 17 627       | 9,06         | 0            | 20 355      | 10,35         | 2           | 2     | Nv.           |  |
|                          | Union à gauche                      | UG                       | 11 543       | 5,93         | 0            | 13 623      | 6,93          | 4           | 4     | en stagnation |  |
|                          | Union au centre et à droite         | UCD                      | 11 386       | 5,85         | 0            | 15 387      | 7,82          | 6           | 6     | Nv.           |  |
|                          | Union À droite                      | UD                       | 11 217       | 5,77         | 0            | 15 247      | 7,75          | 4           | 4     | 26            |  |
|                          | Divers centre                       | DVC                      | 8 649        | 4,45         | 0            | 10 184      | 5,18          | 2           | 2     | Nv.           |  |
|                          | Union Au centre                     | UC                       | 2 843        | 1,46         | 0            | 3 800       | 1,93          | 0           | 0     | Nv.           |  |
|                          | Les Républicains                    | LR                       | 5 004        | 2,57         | 0            |             |               |             | 0     | Nv.           |  |
|                          | Écologiste                          | ECO                      | 2 082        | 1,07         | 0            | 0           | en stagnation |             |       |               |  |
|                          | La République en marche             | REM                      | 1 198        | 0,62         | 0            | 0           | Nv.           |             |       |               |  |
|                          | La France insoumise                 | FI                       | 763          | 0,39         | 0            | 0           | en stagnation |             |       |               |  |
|                          | Régionaliste                        | REG                      | 1 798        | 0,92         | 0            | 0           | en stagnation |             |       |               |  |
|                          | Extrême droite                      | EXD                      | 442          | 0,23         | 0            | 0           | en stagnation |             |       |               |  |
|                          |                                     |                          |              |              |              |             |               |             |       |               |  |
| Suffrages exprimés       | Suffrages exprimés                  | Suffrages exprimés       | 194 533      | 94,34        |              | 196 713     | 92,23         |             |       |               |  |
| Votes blancs             | Votes blancs                        | Votes blancs             | 7 804        | 3,78         | 10 728       | 5,03        |               |             |       |               |  |
| Votes nuls               | Votes nuls                          | Votes nuls               | 3 867        | 1,88         | 5 854        | 2,74        |               |             |       |               |  |
| Total                    | Total                               | Total                    | 206 204      | 100          | 0            | 213 295     | 100           | 42          | 42    | en stagnation |  |
| Abstentions              | Abstentions                         | Abstentions              | 386 162      | 65,19        |              | 379 171     | 64,00         |             |       |               |  |
| Inscrits / participation | Inscrits / participation            | Inscrits / participation | 592 366      | 34,81        | 592 466      | 36,00       |               |             |       |               |  |

### Élus par canton
Le scrutin est marqué par une grande stabilité : la majorité de droite obtient les cantons de Gourin et de Moréac, élus sans étiquette soutenus par la droite mais perd les cantons de Lanester et de Questembert. La gauche se maintient elle aussi.
| Canton      | Conseiller Sortant       | Parti | Parti | Conseiller élu          | Parti | Parti |
| ----------- | ------------------------ | ----- | ----- | ----------------------- | ----- | ----- |
| Auray       | Michel Jalu              |       | DVD   | Michel Jalu             |       | DVD   |
| Auray       | Marie-José Le Breton     |       | DVD   | Marie-José Le Breton    |       | DVD   |
| Gourin      | Christian Derrien        |       | PLB   | Dominique Guégan        |       | DVD   |
| Gourin      | Ghislaine Langlet        |       | PCF   | Dominique Le Niniven    |       | DVD   |
| Grand-Champ | Yves Bleunven            |       | LR    | Pierre Guégan           |       | DVD   |
| Grand-Champ | Annick Maugain           |       | DVD   | Dominique Le Meur       |       | DVD   |
| Guer        | Yannick Chesnais         |       | DVD   | Thierry Poulain         |       | DVD   |
| Guer        | Marie-Hélène Herry       |       | DVD   | Marie-Hélène Herry      |       | DVD   |
| Guidel      | Françoise Ballester      |       | DVD   | Françoise Ballester     |       | DVD   |
| Guidel      | Jean-Rémy Kervarrec      |       | UDI   | Gwenn Le Nay            |       | UDI   |
| Hennebont   | Muriel Jourda            |       | LR    | Muriel Jourda           |       | LR    |
| Hennebont   | Jacques Le Ludec         |       | LR    | Stéphane Lohézic        |       | MoDem |
| Lanester    | Gérard Falquerho         |       | DVD   | Alain Caris             |       | PS    |
| Lanester    | Marie-Claude Gaudin      |       | DVD   | Myrianne Coché          |       | DVG   |
| Lorient-1   | Bruno Blanchard          |       | PS    | Mathieu Glaz            |       | PS    |
| Lorient-1   | Karine Mollo             |       | PS    | Catherine Queric        |       | PCF   |
| Lorient-2   | Gaëlle Le Stradic        |       | PS    | Damien Girard           |       | EÉLV  |
| Lorient-2   | Laurent Tonnerre         |       | PS    | Rozenn Métayer          |       | DVG   |
| Moréac      | Florence Prunet          |       | PS    | Rozenn Guegan           |       | DVG   |
| Moréac      | Guénaël Robin            |       | PS    | Stéphane Hamon          |       | DVG   |
| Muzillac    | Alain Guihard            |       | DVD   | Alain Guihard           |       | DVD   |
| Muzillac    | Marie-Odile Jarligant    |       | DVD   | Marie-Odile Jarligant   |       | DVD   |
| Plœmeur     | Ronan Loas               |       | LR    | Ronan Loas              |       | DVD   |
| Plœmeur     | Brigitte Melin           |       | LR    | Marianne Rousset        |       | DVD   |
| Ploërmel    | Martine Guillas-Guérinel |       | DVD   | Nicolas Jagoudet        |       | LR    |
| Ploërmel    | Michel Pichard           |       | DVD   | Hania Renaudie          |       | LR    |
| Pluvigner   | Marie-Christine Le Quer  |       | DVD   | Marie-Christine Le Quer |       | DVD   |
| Pluvigner   | Fabrice Robelet          |       | DVD   | Fabrice Robelet         |       | DVD   |
| Pontivy     | Soizic Perrault          |       | LR    | Soizic Perrault         |       | LR    |
| Pontivy     | Benoît Quero             |       | DVD   | Benoît Quero            |       | DVD   |
| Questembert | Gérard Gicquel           |       | LR    | Marie Le Boterff        |       | DVG   |
| Questembert | Marie-Annick Martin      |       | LR    | Boris Lemaire           |       | DVG   |
| Quiberon    | Karine Bellec            |       | DVD   | Karine Bellec           |       | DVD   |
| Quiberon    | Gérard Pierre            |       | DVD   | Gérard Pierre           |       | DVD   |
| Séné        | David Lappartient        |       | LR    | David Lappartient       |       | LR    |
| Séné        | Michèle Nadeau           |       | DVD   | Anne Jehanno            |       | DVD   |
| Vannes-1    | François Goulard         |       | LR    | Mohamed Azgag           |       | MoDem |
| Vannes-1    | Christine Penhouet       |       | DVD   | Christine Penhouet      |       | DVD   |
| Vannes-2    | Denis Bertholom          |       | LR    | Denis Bertholom         |       | LR    |
| Vannes-2    | Nadine Fremont           |       | LR    | Sophie Lebreton         |       | DVD   |
| Vannes-3    | Gilles Dufeigneux        |       | DVD   | Gilles Dufeigneux       |       | DVD   |
| Vannes-3    | Gaëlle Favennec          |       | DVD   | Gaëlle Favennec         |       | DVD   |

## Résultats par canton
Les binômes sont présentés par ordre décroissant des résultats au premier tour. En cas de victoire au second tour du binôme arrivé en deuxième place au premier, ses résultats sont indiqués en gras.

### Canton d'Auray
| Candidats                | Candidats                | Partis                   | Nuance                   | Premier tour | Premier tour | Second tour | Second tour |
| Candidats                | Candidats                | Partis                   | Nuance                   | Voix         | %            | Voix        | %           |
| ------------------------ | ------------------------ | ------------------------ | ------------------------ | ------------ | ------------ | ----------- | ----------- |
|                          | Michel Jalu              | DVD                      | UCD                      | 4 495        | 53,08        | 5 476       | 60,99       |
|                          | Marie-José Le Breton     | DVD                      | UCD                      | 4 495        | 53,08        | 5 476       | 60,99       |
|                          | Pierre Le Scouarnec      | DVG                      | DVG                      | 2 707        | 31,96        | 3 503       | 39,01       |
|                          | Cathy Verger             | DVG                      | DVG                      | 2 707        | 31,96        | 3 503       | 39,01       |
|                          | Aude-Charlotte Beziaud   | DVC                      | DVC                      | 734          | 8,67         |             |             |
|                          | Martial Le Boulh         | DVC                      | DVC                      | 734          | 8,67         |             |             |
|                          | Tiffen Bargain           | UDB                      | REG                      | 533          | 6,29         |             |             |
|                          | Xavier Cœur-Jolly        | UDB                      | REG                      | 533          | 6,29         |             |             |
|                          |                          |                          |                          |              |              |             |             |
| Suffrages exprimés       | Suffrages exprimés       | Suffrages exprimés       | Suffrages exprimés       | 8 469        | 94,28        | 8 979       | 94,84       |
| Votes blancs             | Votes blancs             | Votes blancs             | Votes blancs             | 315          | 3,51         | 254         | 2,68        |
| Votes nuls               | Votes nuls               | Votes nuls               | Votes nuls               | 199          | 2,22         | 235         | 2,48        |
| Total                    | Total                    | Total                    | Total                    | 8 983        | 100          | 9 468       | 100         |
| Abstention               | Abstention               | Abstention               | Abstention               | 16 561       | 64,83        | 16 079      | 62,94       |
| Inscrits / participation | Inscrits / participation | Inscrits / participation | Inscrits / participation | 25 544       | 35,17        | 25 547      | 37,06       |

### Canton de Gourin
| Candidats                | Candidats                | Partis                   | Nuance                   | Premier tour | Premier tour | Second tour | Second tour |
| Candidats                | Candidats                | Partis                   | Nuance                   | Voix         | %            | Voix        | %           |
| ------------------------ | ------------------------ | ------------------------ | ------------------------ | ------------ | ------------ | ----------- | ----------- |
|                          | Dominique Guégan         | DVD                      | UCD                      | 3 037        | 33,08        | 4 689       | 51,21       |
|                          | Dominique Le Niniven     | DVD                      | UCD                      | 3 037        | 33,08        | 4 689       | 51,21       |
|                          | Jean-Charles Lohé        | DVG                      | DVG                      | 2 563        | 27,91        | 4 467       | 48,79       |
|                          | Anne Troalen             | DVG                      | DVG                      | 2 563        | 27,91        | 4 467       | 48,79       |
|                          | Stéphane Bouvier         | RN                       | RN                       | 1 857        | 20,22        |             |             |
|                          | Corinne Faguet           | RN                       | RN                       | 1 857        | 20,22        |             |             |
|                          | Ghislaine Langlet        | DVG                      | DVG                      | 1 725        | 18,79        |             |             |
|                          | René Le Moullec          | DVG                      | DVG                      | 1 725        | 18,79        |             |             |
|                          |                          |                          |                          |              |              |             |             |
| Suffrages exprimés       | Suffrages exprimés       | Suffrages exprimés       | Suffrages exprimés       | 9 182        | 93,49        | 9 156       | 90,90       |
| Votes blancs             | Votes blancs             | Votes blancs             | Votes blancs             | 364          | 3,71         | 530         | 5,26        |
| Votes nuls               | Votes nuls               | Votes nuls               | Votes nuls               | 275          | 2,80         | 387         | 3,84        |
| Total                    | Total                    | Total                    | Total                    | 9 821        | 100          | 10 073      | 100         |
| Abstention               | Abstention               | Abstention               | Abstention               | 16 428       | 62,59        | 16 181      | 61,63       |
| Inscrits / participation | Inscrits / participation | Inscrits / participation | Inscrits / participation | 26 249       | 37,41        | 26 254      | 38,37       |

### Canton de Grand-Champ
| Candidats                | Candidats                | Partis                   | Nuance                   | Premier tour | Premier tour | Second tour | Second tour |
| Candidats                | Candidats                | Partis                   | Nuance                   | Voix         | %            | Voix        | %           |
| ------------------------ | ------------------------ | ------------------------ | ------------------------ | ------------ | ------------ | ----------- | ----------- |
|                          | Pierre Guégan            | DVD                      | DVD                      | 4 498        | 51,84        | 5 736       | 69,27       |
|                          | Dominique Le Meur        | DVD                      | DVD                      | 4 498        | 51,84        | 5 736       | 69,27       |
|                          | Hélène Baron             | DVG                      | DVG                      | 2 151        | 24,79        | 2 545       | 30,73       |
|                          | François Caharel         | DVG                      | DVG                      | 2 151        | 24,79        | 2 545       | 30,73       |
|                          | Jacques Lesch            | RN                       | RN                       | 2 028        | 23,37        |             |             |
|                          | Hélène Merten            | RN                       | RN                       | 2 028        | 23,37        |             |             |
|                          |                          |                          |                          |              |              |             |             |
| Suffrages exprimés       | Suffrages exprimés       | Suffrages exprimés       | Suffrages exprimés       | 8 677        | 94,27        | 8 281       | 91,06       |
| Votes blancs             | Votes blancs             | Votes blancs             | Votes blancs             | 329          | 3,57         | 464         | 5,10        |
| Votes nuls               | Votes nuls               | Votes nuls               | Votes nuls               | 198          | 2,15         | 349         | 3,84        |
| Total                    | Total                    | Total                    | Total                    | 9 204        | 100          | 9 094       | 100         |
| Abstention               | Abstention               | Abstention               | Abstention               | 18 968       | 67,33        | 19 088      | 67,73       |
| Inscrits / participation | Inscrits / participation | Inscrits / participation | Inscrits / participation | 28 172       | 32,67        | 28 182      | 32,27       |

### Canton de Guer
| Candidats                | Candidats                | Partis                   | Nuance                   | Premier tour | Premier tour | Second tour | Second tour |
| Candidats                | Candidats                | Partis                   | Nuance                   | Voix         | %            | Voix        | %           |
| ------------------------ | ------------------------ | ------------------------ | ------------------------ | ------------ | ------------ | ----------- | ----------- |
|                          | Marie-Hélène Herry       | DVD                      | UCD                      | 3 854        | 41,24        | 5 222       | 56,91       |
|                          | Thierry Poulain          | DVD                      | UCD                      | 3 854        | 41,24        | 5 222       | 56,91       |
|                          | Yannick Chesnais         | DVD                      | DVD                      | 3 390        | 36,27        | 3 954       | 43,09       |
|                          | Mickaëlle Piel           | DVD                      | DVD                      | 3 390        | 36,27        | 3 954       | 43,09       |
|                          | Georges Allain           | RN                       | RN                       | 1 753        | 18,76        |             |             |
|                          | Laetitia Levesque        | RN                       | RN                       | 1 753        | 18,76        |             |             |
|                          | Bernard Huet             | DVD                      | DVD                      | 349          | 3,73         |             |             |
|                          | Catherine Patmanabhin    | DVD                      | DVD                      | 349          | 3,73         |             |             |
|                          |                          |                          |                          |              |              |             |             |
| Suffrages exprimés       | Suffrages exprimés       | Suffrages exprimés       | Suffrages exprimés       | 9 346        | 90,85        | 9 176       | 88,10       |
| Votes blancs             | Votes blancs             | Votes blancs             | Votes blancs             | 706          | 6,86         | 833         | 8,00        |
| Votes nuls               | Votes nuls               | Votes nuls               | Votes nuls               | 235          | 2,28         | 407         | 3,91        |
| Total                    | Total                    | Total                    | Total                    | 10 287       | 100          | 10 416      | 100         |
| Abstention               | Abstention               | Abstention               | Abstention               | 19 786       | 65,79        | 19 659      | 65,37       |
| Inscrits / participation | Inscrits / participation | Inscrits / participation | Inscrits / participation | 30 073       | 34,21        | 30 075      | 34,63       |

### Canton de Guidel
| Candidats                | Candidats                 | Partis                   | Nuance                   | Premier tour | Premier tour | Second tour | Second tour |
| Candidats                | Candidats                 | Partis                   | Nuance                   | Voix         | %            | Voix        | %           |
| ------------------------ | ------------------------- | ------------------------ | ------------------------ | ------------ | ------------ | ----------- | ----------- |
|                          | Françoise Ballester       | DVD                      | DVD                      | 5 376        | 48,84        | 7 066       | 64,92       |
|                          | Gwenn Le Nay              | UDI                      | DVD                      | 5 376        | 48,84        | 7 066       | 64,92       |
|                          | Yveline Kerdaffrec        | DVG                      | UG                       | 2 026        | 18,40        | 3 819       | 35,08       |
|                          | Régis Kerdelhué           | DVG                      | UG                       | 2 026        | 18,40        | 3 819       | 35,08       |
|                          | Christophe Huet           | RN                       | RN                       | 1 905        | 17,31        |             |             |
|                          | Lydia Le Barz             | RN                       | RN                       | 1 905        | 17,31        |             |             |
|                          | Florence Robert-Delaporte | UDB                      | UGE                      | 1 701        | 15,45        |             |             |
|                          | Marcel Dronval            | EÉLV                     | UGE                      | 1 701        | 15,45        |             |             |
|                          |                           |                          |                          |              |              |             |             |
| Suffrages exprimés       | Suffrages exprimés        | Suffrages exprimés       | Suffrages exprimés       | 11 008       | 96,10        | 10 885      | 93,00       |
| Votes blancs             | Votes blancs              | Votes blancs             | Votes blancs             | 263          | 2,30         | 505         | 4,31        |
| Votes nuls               | Votes nuls                | Votes nuls               | Votes nuls               | 184          | 1,61         | 314         | 2,68        |
| Total                    | Total                     | Total                    | Total                    | 11 455       | 100          | 11 704      | 100         |
| Abstention               | Abstention                | Abstention               | Abstention               | 21 738       | 65,49        | 21 494      | 64,74       |
| Inscrits / participation | Inscrits / participation  | Inscrits / participation | Inscrits / participation | 33 193       | 34,51        | 33 198      | 35,26       |

### Canton d'Hennebont
| Candidats                | Candidats                | Partis                   | Nuance                   | Premier tour | Premier tour | Second tour | Second tour |
| Candidats                | Candidats                | Partis                   | Nuance                   | Voix         | %            | Voix        | %           |
| ------------------------ | ------------------------ | ------------------------ | ------------------------ | ------------ | ------------ | ----------- | ----------- |
|                          | Muriel Jourda            | LR                       | UD                       | 3 825        | 35,87        | 5 503       | 51,97       |
|                          | Stéphane Lohézic         | MoDem                    | UD                       | 3 825        | 35,87        | 5 503       | 51,97       |
|                          | Pierre-Yves Jegonday     | EÉLV                     | UGE                      | 2 957        | 27,73        | 5 086       | 48,03       |
|                          | Laure Le Maréchal        | UDB                      | UGE                      | 2 957        | 27,73        | 5 086       | 48,03       |
|                          | Laurent Lambert          | RN                       | RN                       | 2 025        | 18,99        |             |             |
|                          | Edith Le Bouëdec         | RN                       | RN                       | 2 025        | 18,99        |             |             |
|                          | Gérard Ollivier          | PS                       | UG                       | 1 856        | 17,41        |             |             |
|                          | Catherine Paillard       | PCF                      | UG                       | 1 856        | 17,41        |             |             |
|                          |                          |                          |                          |              |              |             |             |
| Suffrages exprimés       | Suffrages exprimés       | Suffrages exprimés       | Suffrages exprimés       | 10 663       | 95,55        | 10 589      | 91,53       |
| Votes blancs             | Votes blancs             | Votes blancs             | Votes blancs             | 315          | 2,82         | 584         | 5,05        |
| Votes nuls               | Votes nuls               | Votes nuls               | Votes nuls               | 182          | 1,63         | 396         | 3,42        |
| Total                    | Total                    | Total                    | Total                    | 11 160       | 100          | 11 569      | 100         |
| Abstention               | Abstention               | Abstention               | Abstention               | 21 710       | 66,05        | 21 306      | 64,81       |
| Inscrits / participation | Inscrits / participation | Inscrits / participation | Inscrits / participation | 32 870       | 33,95        | 32 875      | 35,19       |

### Canton de Lanester
| Candidats                | Candidats                | Partis                   | Nuance                   | Premier tour | Premier tour | Second tour | Second tour |
| Candidats                | Candidats                | Partis                   | Nuance                   | Voix         | %            | Voix        | %           |
| ------------------------ | ------------------------ | ------------------------ | ------------------------ | ------------ | ------------ | ----------- | ----------- |
|                          | Claudine de Brassier     | LREM                     | UC                       | 2 843        | 38,31        | 3 800       | 49,97       |
|                          | Fabrice Vély             | DVD                      | UC                       | 2 843        | 38,31        | 3 800       | 49,97       |
|                          | Alain Caris              | PS                       | UG                       | 2 668        | 35,95        | 3 804       | 50,03       |
|                          | Myrianne Coché           | DVG                      | UG                       | 2 668        | 35,95        | 3 804       | 50,03       |
|                          | Séverine Le Ny           | RN                       | RN                       | 1 266        | 17,06        |             |             |
|                          | David Megel              | RN                       | RN                       | 1 266        | 17,06        |             |             |
|                          | Jordan Le Trionnaire     | LFI                      | FI                       | 515          | 6,94         |             |             |
|                          | Virginie Maho            | DVG                      | FI                       | 515          | 6,94         |             |             |
|                          | Serge Chouffet           | LVr                      | EXD                      | 130          | 1,75         |             |             |
|                          | Marie Mahieu             | LVr                      | EXD                      | 130          | 1,75         |             |             |
|                          |                          |                          |                          |              |              |             |             |
| Suffrages exprimés       | Suffrages exprimés       | Suffrages exprimés       | Suffrages exprimés       | 7 422        | 96,91        | 7 604       | 94,20       |
| Votes blancs             | Votes blancs             | Votes blancs             | Votes blancs             | 122          | 1,59         | 257         | 3,18        |
| Votes nuls               | Votes nuls               | Votes nuls               | Votes nuls               | 115          | 1,50         | 211         | 2,61        |
| Total                    | Total                    | Total                    | Total                    | 7 659        | 100          | 8 072       | 100         |
| Abstention               | Abstention               | Abstention               | Abstention               | 14 744       | 65,81        | 14 329      | 63,97       |
| Inscrits / participation | Inscrits / participation | Inscrits / participation | Inscrits / participation | 22 403       | 34,19        | 22 401      | 36,03       |

### Canton de Lorient-1
| Candidats                | Candidats                | Partis                   | Nuance                   | Premier tour | Premier tour | Second tour | Second tour |
| Candidats                | Candidats                | Partis                   | Nuance                   | Voix         | %            | Voix        | %           |
| ------------------------ | ------------------------ | ------------------------ | ------------------------ | ------------ | ------------ | ----------- | ----------- |
|                          | Mathieu Glaz             | PS                       | UG                       | 1 357        | 25,72        | 2 826       | 52,36       |
|                          | Catherine Queric         | PCF                      | UG                       | 1 357        | 25,72        | 2 826       | 52,36       |
|                          | Morgane Christien        | DVD                      | REM                      | 1 198        | 22,70        | 2 571       | 47,64       |
|                          | Michel Le Lann           | LREM                     | REM                      | 1 198        | 22,70        | 2 571       | 47,64       |
|                          | Bruno Blanchard          | DVG                      | DVG                      | 1 126        | 21,34        |             |             |
|                          | Karine Mollo             | DVG                      | DVG                      | 1 126        | 21,34        |             |             |
|                          | Marie-Thérèse Bourlot    | RN                       | RN                       | 888          | 16,83        |             |             |
|                          | Christian Pigot          | RN                       | RN                       | 888          | 16,83        |             |             |
|                          | David Cherfa             | ÉCO                      | ECO                      | 313          | 5,93         |             |             |
|                          | Anne De Pierrepont       | ÉCO                      | ECO                      | 313          | 5,93         |             |             |
|                          | Françoise Charpentier    | LFI                      | FI                       | 248          | 4,70         |             |             |
|                          | Romuald Raphel           | LFI                      | FI                       | 248          | 4,70         |             |             |
|                          | Christian Mouton         | LVr                      | EXD                      | 147          | 2,79         |             |             |
|                          | Laurence Picaud          | LVr                      | EXD                      | 147          | 2,79         |             |             |
|                          |                          |                          |                          |              |              |             |             |
| Suffrages exprimés       | Suffrages exprimés       | Suffrages exprimés       | Suffrages exprimés       | 5 277        | 96,28        | 5 397       | 93,18       |
| Votes blancs             | Votes blancs             | Votes blancs             | Votes blancs             | 136          | 2,48         | 251         | 4,33        |
| Votes nuls               | Votes nuls               | Votes nuls               | Votes nuls               | 68           | 1,24         | 144         | 2,49        |
| Total                    | Total                    | Total                    | Total                    | 5 481        | 100          | 5 792       | 100         |
| Abstention               | Abstention               | Abstention               | Abstention               | 14 094       | 72,00        | 13 793      | 70,43       |
| Inscrits / participation | Inscrits / participation | Inscrits / participation | Inscrits / participation | 19 575       | 28,00        | 19 584      | 29,57       |

### Canton de Lorient-2
| Candidats                | Candidats                | Partis                   | Nuance                   | Premier tour | Premier tour | Second tour | Second tour |
| Candidats                | Candidats                | Partis                   | Nuance                   | Voix         | %            | Voix        | %           |
| ------------------------ | ------------------------ | ------------------------ | ------------------------ | ------------ | ------------ | ----------- | ----------- |
|                          | Damien Girard            | EÉLV                     | UGE                      | 2 466        | 38,91        | 3 474       | 51,77       |
|                          | Rozenn Métayer           | DVG                      | UGE                      | 2 466        | 38,91        | 3 474       | 51,77       |
|                          | Guy Gasan                | DVD                      | DVD                      | 1 976        | 31,18        | 3 236       | 48,23       |
|                          | Marie-Françoise Roger    | DVD                      | DVD                      | 1 976        | 31,18        | 3 236       | 48,23       |
|                          | Pierrette Becel          | RN                       | RN                       | 929          | 14,66        |             |             |
|                          | Philippe Mc Auliffe      | RN                       | RN                       | 929          | 14,66        |             |             |
|                          | Emmanuel Breurec         | G.s                      | DVG                      | 432          | 6,82         |             |             |
|                          | Emmanuelle Trocadero     | G.s                      | DVG                      | 432          | 6,82         |             |             |
|                          | Claudine Le Goff         | DVG                      | UGE                      | 369          | 5,82         |             |             |
|                          | Jean-Philippe Olivieri   | DVG                      | UGE                      | 369          | 5,82         |             |             |
|                          | Dominique Ballassi       | LVr                      | EXD                      | 165          | 2,60         |             |             |
|                          | Laura Galvaing           | LVr                      | EXD                      | 165          | 2,60         |             |             |
|                          |                          |                          |                          |              |              |             |             |
| Suffrages exprimés       | Suffrages exprimés       | Suffrages exprimés       | Suffrages exprimés       | 6 337        | 96,06        | 6 711       | 94,10       |
| Votes blancs             | Votes blancs             | Votes blancs             | Votes blancs             | 162          | 2,46         | 266         | 3,73        |
| Votes nuls               | Votes nuls               | Votes nuls               | Votes nuls               | 98           | 1,49         | 155         | 2,17        |
| Total                    | Total                    | Total                    | Total                    | 6 597        | 100          | 7 132       | 100         |
| Abstention               | Abstention               | Abstention               | Abstention               | 14 387       | 68,56        | 13 858      | 66,02       |
| Inscrits / participation | Inscrits / participation | Inscrits / participation | Inscrits / participation | 20 984       | 31,44        | 20 990      | 33,98       |

### Canton de Moréac
| Candidats                | Candidats                | Partis                   | Nuance                   | Premier tour | Premier tour | Second tour | Second tour |
| Candidats                | Candidats                | Partis                   | Nuance                   | Voix         | %            | Voix        | %           |
| ------------------------ | ------------------------ | ------------------------ | ------------------------ | ------------ | ------------ | ----------- | ----------- |
|                          | Rozenn Guegan            | DVG                      | DVG                      | 4 200        | 49,03        | 5 261       | 61,93       |
|                          | Stéphane Hamon           | DVG                      | DVG                      | 4 200        | 49,03        | 5 261       | 61,93       |
|                          | Christelle Marcy         | DVD                      | DVD                      | 2 705        | 31,57        | 3 234       | 38,07       |
|                          | Pascal Roselier          | DVD                      | DVD                      | 2 705        | 31,57        | 3 234       | 38,07       |
|                          | Myriam Cobigo            | RN                       | RN                       | 1 662        | 19,40        |             |             |
|                          | Émeric Salmon            | RN                       | RN                       | 1 662        | 19,40        |             |             |
|                          |                          |                          |                          |              |              |             |             |
| Suffrages exprimés       | Suffrages exprimés       | Suffrages exprimés       | Suffrages exprimés       | 8 567        | 93,71        | 8 495       | 91,67       |
| Votes blancs             | Votes blancs             | Votes blancs             | Votes blancs             | 373          | 4,08         | 502         | 5,42        |
| Votes nuls               | Votes nuls               | Votes nuls               | Votes nuls               | 202          | 2,21         | 270         | 2,91        |
| Total                    | Total                    | Total                    | Total                    | 9 142        | 100          | 9 267       | 100         |
| Abstention               | Abstention               | Abstention               | Abstention               | 17 400       | 65,56        | 17 285      | 65,10       |
| Inscrits / participation | Inscrits / participation | Inscrits / participation | Inscrits / participation | 26 542       | 34,44        | 26 552      | 34,90       |

### Canton de Muzillac
| Candidats                | Candidats                | Partis                   | Nuance                   | Premier tour | Premier tour | Deuxième tour | Deuxième tour |  |
| Candidats                | Candidats                | Partis                   | Nuance                   | Voix         | %            | Voix          | %             |  |
| ------------------------ | ------------------------ | ------------------------ | ------------------------ | ------------ | ------------ | ------------- | ------------- |  |
|                          | Alain Guihard            | DVD                      | DVD                      | 6 629        | 75,58        | 6 866         | 76,71         |  |
|                          | Marie-Odile Jarligant    | DVD                      | DVD                      | 6 629        | 75,58        | 6 866         | 76,71         |  |
|                          | Aurélie Le Goff          | RN                       | RN                       | 2 142        | 24,42        | 2 085         | 23,29         |  |
|                          | Joris Robic              | RN                       | RN                       | 2 142        | 24,42        | 2 085         | 23,29         |  |
|                          |                          |                          |                          |              |              |               |               |  |
| Suffrages exprimés       | Suffrages exprimés       | Suffrages exprimés       | Suffrages exprimés       | 8 771        | 87,56        | 8 951         | 89,05         |  |
| Votes blancs             | Votes blancs             | Votes blancs             | Votes blancs             | 830          | 8,29         | 801           | 7,97          |  |
| Votes nuls               | Votes nuls               | Votes nuls               | Votes nuls               | 416          | 4,15         | 300           | 2,98          |  |
| Total                    | Total                    | Total                    | Total                    | 10 017       | 100          | 10 052        | 100           |  |
| Abstention               | Abstention               | Abstention               | Abstention               | 18 702       | 65,12        | 18 673        | 65,01         |  |
| Inscrits / participation | Inscrits / participation | Inscrits / participation | Inscrits / participation | 28 719       | 34,88        | 28 725        | 34,99         |  |

### Canton de Plœmeur
| Candidats                | Candidats                | Partis                   | Nuance                   | Premier tour | Premier tour | Second tour | Second tour |
| Candidats                | Candidats                | Partis                   | Nuance                   | Voix         | %            | Voix        | %           |
| ------------------------ | ------------------------ | ------------------------ | ------------------------ | ------------ | ------------ | ----------- | ----------- |
|                          | Ronan Loas               | DVD                      | DVD                      | 6 819        | 65,25        | 7 903       | 71,35       |
|                          | Marianne Rousset         | DVD                      | DVD                      | 6 819        | 65,25        | 7 903       | 71,35       |
|                          | Marc Bacci               | PCF                      | UG                       | 1 863        | 17,83        | 3 174       | 28,65       |
|                          | Danielle Le Marre        | DVG                      | UG                       | 1 863        | 17,83        | 3 174       | 28,65       |
|                          | Jean-Baptiste Bouyer     | ÉCO                      | ECO                      | 1 769        | 16,93        |             |             |
|                          | Olivia Uguen             | ÉCO                      | ECO                      | 1 769        | 16,93        |             |             |
|                          |                          |                          |                          |              |              |             |             |
| Suffrages exprimés       | Suffrages exprimés       | Suffrages exprimés       | Suffrages exprimés       | 10 451       | 94,58        | 11 077      | 94,14       |
| Votes blancs             | Votes blancs             | Votes blancs             | Votes blancs             | 488          | 4,42         | 561         | 4,77        |
| Votes nuls               | Votes nuls               | Votes nuls               | Votes nuls               | 111          | 1,00         | 128         | 1,09        |
| Total                    | Total                    | Total                    | Total                    | 11 050       | 100          | 11 766      | 100         |
| Abstention               | Abstention               | Abstention               | Abstention               | 19 705       | 64,07        | 18 996      | 61,75       |
| Inscrits / participation | Inscrits / participation | Inscrits / participation | Inscrits / participation | 30 755       | 35,93        | 30 762      | 38,25       |

### Canton de Ploërmel
| Candidats                | Candidats                | Partis                   | Nuance                   | Premier tour | Premier tour | Second tour | Second tour |
| Candidats                | Candidats                | Partis                   | Nuance                   | Voix         | %            | Voix        | %           |
| ------------------------ | ------------------------ | ------------------------ | ------------------------ | ------------ | ------------ | ----------- | ----------- |
|                          | Martine Guillas-Guérinel | DVD                      | UD                       | 4 088        | 41,15        | 4 729       | 47,82       |
|                          | Michel Pichard           | DVD                      | UD                       | 4 088        | 41,15        | 4 729       | 47,82       |
|                          | Nicolas Jagoudet         | LR                       | DVD                      | 3 771        | 37,96        | 5 160       | 52,18       |
|                          | Hania Renaudie           | LR                       | DVD                      | 3 771        | 37,96        | 5 160       | 52,18       |
|                          | Agnès Richard            | RN                       | RN                       | 2 076        | 20,90        |             |             |
|                          | Gilles Roussillon        | RN                       | RN                       | 2 076        | 20,90        |             |             |
|                          |                          |                          |                          |              |              |             |             |
| Suffrages exprimés       | Suffrages exprimés       | Suffrages exprimés       | Suffrages exprimés       | 9 935        | 92,28        | 9 889       | 89,71       |
| Votes blancs             | Votes blancs             | Votes blancs             | Votes blancs             | 648          | 6,02         | 868         | 7,87        |
| Votes nuls               | Votes nuls               | Votes nuls               | Votes nuls               | 183          | 1,70         | 266         | 2,41        |
| Total                    | Total                    | Total                    | Total                    | 10 766       | 100          | 11 023      | 100         |
| Abstention               | Abstention               | Abstention               | Abstention               | 18 449       | 63,15        | 18 193      | 62,27       |
| Inscrits / participation | Inscrits / participation | Inscrits / participation | Inscrits / participation | 29 215       | 36,85        | 29 216      | 37,73       |

### Canton de Pluvigner
| Candidats                | Candidats                | Partis                   | Nuance                   | Premier tour | Premier tour | Second tour | Second tour |
| Candidats                | Candidats                | Partis                   | Nuance                   | Voix         | %            | Voix        | %           |
| ------------------------ | ------------------------ | ------------------------ | ------------------------ | ------------ | ------------ | ----------- | ----------- |
|                          | Marie-Christine Le Quer  | DVD                      | DVC                      | 4 443        | 45,43        | 5 979       | 60,42       |
|                          | Fabrice Robelet          | DVD                      | DVC                      | 4 443        | 45,43        | 5 979       | 60,42       |
|                          | Sophie Chauvin           | DVG                      | UGE                      | 3 284        | 33,58        | 3 917       | 39,58       |
|                          | Samuel Le Henanff        | EÉLV                     | UGE                      | 3 284        | 33,58        | 3 917       | 39,58       |
|                          | Noël Hellio              | RN                       | RN                       | 2 052        | 20,98        |             |             |
|                          | Corinne Lorand           | RN                       | RN                       | 2 052        | 20,98        |             |             |
|                          |                          |                          |                          |              |              |             |             |
| Suffrages exprimés       | Suffrages exprimés       | Suffrages exprimés       | Suffrages exprimés       | 9 779        | 95,07        | 9 896       | 92,30       |
| Votes blancs             | Votes blancs             | Votes blancs             | Votes blancs             | 319          | 3,10         | 507         | 4,73        |
| Votes nuls               | Votes nuls               | Votes nuls               | Votes nuls               | 188          | 1,83         | 318         | 2,97        |
| Total                    | Total                    | Total                    | Total                    | 10 286       | 100          | 10 721      | 100         |
| Abstention               | Abstention               | Abstention               | Abstention               | 19 916       | 65,94        | 19 481      | 64,50       |
| Inscrits / participation | Inscrits / participation | Inscrits / participation | Inscrits / participation | 30 202       | 34,06        | 30 202      | 35,50       |

### Canton de Pontivy
| Candidats                | Candidats                | Partis                   | Nuance                   | Premier tour | Premier tour | Second tour | Second tour |
| Candidats                | Candidats                | Partis                   | Nuance                   | Voix         | %            | Voix        | %           |
| ------------------------ | ------------------------ | ------------------------ | ------------------------ | ------------ | ------------ | ----------- | ----------- |
|                          | Soizic Perrault          | LR                       | UD                       | 3 304        | 32,74        | 5 015       | 54,39       |
|                          | Benoît Quéro             | DVD                      | UD                       | 3 304        | 32,74        | 5 015       | 54,39       |
|                          | Michel Jarnigon          | DVC                      | DVC                      | 2 043        | 20,25        | 4 305       | 45,61       |
|                          | Murielle Nicol           | DVC                      | DVC                      | 2 043        | 20,25        | 4 305       | 45,61       |
|                          | Gérard Le Loire          | PS                       | UG                       | 1 773        | 17,57        |             |             |
|                          | Marie-Christine Le Mouël | PS                       | UG                       | 1 773        | 17,57        |             |             |
|                          | Monique Faure-Lafont     | RN                       | RN                       | 1 706        | 16,91        |             |             |
|                          | Didier Magnan            | RN                       | RN                       | 1 706        | 16,91        |             |             |
|                          | Gabriel Auffret          | UDB                      | REG                      | 1 265        | 12,54        |             |             |
|                          | Lydie Massard            | UDB                      | REG                      | 1 265        | 12,54        |             |             |
|                          |                          |                          |                          |              |              |             |             |
| Suffrages exprimés       | Suffrages exprimés       | Suffrages exprimés       | Suffrages exprimés       | 10 091       | 94,92        | 9 220       | 84,12       |
| Votes blancs             | Votes blancs             | Votes blancs             | Votes blancs             | 349          | 3,28         | 1 097       | 10,01       |
| Votes nuls               | Votes nuls               | Votes nuls               | Votes nuls               | 191          | 1,80         | 644         | 5,88        |
| Total                    | Total                    | Total                    | Total                    | 10 631       | 100          | 10 961      | 100         |
| Abstention               | Abstention               | Abstention               | Abstention               | 20 532       | 65,89        | 20 203      | 64,83       |
| Inscrits / participation | Inscrits / participation | Inscrits / participation | Inscrits / participation | 31 163       | 34,11        | 31 164      | 35,17       |

### Canton de Questembert
| Candidats                | Candidats                        | Partis                   | Nuance                   | Premier tour | Premier tour | Second tour | Second tour |
| Candidats                | Candidats                        | Partis                   | Nuance                   | Voix         | %            | Voix        | %           |
| ------------------------ | -------------------------------- | ------------------------ | ------------------------ | ------------ | ------------ | ----------- | ----------- |
|                          | Marie Le Boterff                 | DVG                      | DVG                      | 4 460        | 49,60        | 5 385       | 58,10       |
|                          | Boris Lemaire                    | DVG                      | DVG                      | 4 460        | 49,60        | 5 385       | 58,10       |
|                          | Marie-Claude Costa Ribeiro Gomez | DVD                      | DVD                      | 2 984        | 33,19        | 3 883       | 41,90       |
|                          | Gérard Gicquel                   | DVD                      | DVD                      | 2 984        | 33,19        | 3 883       | 41,90       |
|                          | Sylvie Bernard                   | RN                       | RN                       | 1 548        | 17,22        |             |             |
|                          | Stéphane Fleury                  | RN                       | RN                       | 1 548        | 17,22        |             |             |
|                          |                                  |                          |                          |              |              |             |             |
| Suffrages exprimés       | Suffrages exprimés               | Suffrages exprimés       | Suffrages exprimés       | 8 992        | 95,90        | 9 268       | 93,90       |
| Votes blancs             | Votes blancs                     | Votes blancs             | Votes blancs             | 272          | 2,90         | 438         | 4,44        |
| Votes nuls               | Votes nuls                       | Votes nuls               | Votes nuls               | 112          | 1,19         | 164         | 1,66        |
| Total                    | Total                            | Total                    | Total                    | 9 376        | 100          | 9 870       | 100         |
| Abstention               | Abstention                       | Abstention               | Abstention               | 17 368       | 64,94        | 16 884      | 63,11       |
| Inscrits / participation | Inscrits / participation         | Inscrits / participation | Inscrits / participation | 26 744       | 35,06        | 26 754      | 36,89       |

### Canton de Quiberon
| Candidats                | Candidats                | Partis                   | Nuance                   | Premier tour | Premier tour | Second tour | Second tour |
| Candidats                | Candidats                | Partis                   | Nuance                   | Voix         | %            | Voix        | %           |
| ------------------------ | ------------------------ | ------------------------ | ------------------------ | ------------ | ------------ | ----------- | ----------- |
|                          | Karine Bellec            | DVD                      | DVD                      | 6 478        | 52,99        | 8 443       | 68,39       |
|                          | Gérard Pierre            | DVD                      | DVD                      | 6 478        | 52,99        | 8 443       | 68,39       |
|                          | Alain Corbion            | DVG                      | DVG                      | 3 439        | 28,13        | 3 903       | 31,61       |
|                          | Florence Lescoffit       | DVG                      | DVG                      | 3 439        | 28,13        | 3 903       | 31,61       |
|                          | Nicole Morel             | RN                       | RN                       | 2 309        | 18,89        |             |             |
|                          | Christophe Zaczek        | RN                       | RN                       | 2 309        | 18,89        |             |             |
|                          |                          |                          |                          |              |              |             |             |
| Suffrages exprimés       | Suffrages exprimés       | Suffrages exprimés       | Suffrages exprimés       | 12 226       | 96,35        | 12 346      | 93,61       |
| Votes blancs             | Votes blancs             | Votes blancs             | Votes blancs             | 301          | 2,37         | 539         | 4,09        |
| Votes nuls               | Votes nuls               | Votes nuls               | Votes nuls               | 162          | 1,28         | 304         | 2,30        |
| Total                    | Total                    | Total                    | Total                    | 12 689       | 100          | 13 189      | 100         |
| Abstention               | Abstention               | Abstention               | Abstention               | 21 473       | 62,86        | 20 975      | 61,40       |
| Inscrits / participation | Inscrits / participation | Inscrits / participation | Inscrits / participation | 34 162       | 37,14        | 34 164      | 38,60       |

### Canton de Séné
| Candidats                | Candidats                | Partis                   | Nuance                   | Premier tour | Premier tour | Deuxième tour | Deuxième tour |  |
| Candidats                | Candidats                | Partis                   | Nuance                   | Voix         | %            | Voix          | %             |  |
| ------------------------ | ------------------------ | ------------------------ | ------------------------ | ------------ | ------------ | ------------- | ------------- |  |
|                          | Anne Jehanno             | DVD                      | DVD                      | 7 895        | 63,70        | 8 300         | 64,29         |  |
|                          | David Lappartient        | LR                       | DVD                      | 7 895        | 63,70        | 8 300         | 64,29         |  |
|                          | Isabelle Chabran         | EELV                     | UGE                      | 4 499        | 36,30        | 4 611         | 35,71         |  |
|                          | Régis Facchinetti        | LFI                      | UGE                      | 4 499        | 36,30        | 4 611         | 35,71         |  |
|                          |                          |                          |                          |              |              |               |               |  |
| Suffrages exprimés       | Suffrages exprimés       | Suffrages exprimés       | Suffrages exprimés       | 12 394       | 93,70        | 12 911        | 94,62         |  |
| Votes blancs             | Votes blancs             | Votes blancs             | Votes blancs             | 620          | 4,69         | 504           | 3,69          |  |
| Votes nuls               | Votes nuls               | Votes nuls               | Votes nuls               | 214          | 162          | 230           | 1,69          |  |
| Total                    | Total                    | Total                    | Total                    | 13 228       | 100          | 13 645        | 100           |  |
| Abstention               | Abstention               | Abstention               | Abstention               | 20 805       | 61,13        | 20 390        | 59,91         |  |
| Inscrits / participation | Inscrits / participation | Inscrits / participation | Inscrits / participation | 34 033       | 36,42        | 34 035        | 40,09         |  |

### Canton de Vannes-1
| Candidats                | Candidats                | Partis                   | Nuance                   | Premier tour | Premier tour | Second tour | Second tour |
| Candidats                | Candidats                | Partis                   | Nuance                   | Voix         | %            | Voix        | %           |
| ------------------------ | ------------------------ | ------------------------ | ------------------------ | ------------ | ------------ | ----------- | ----------- |
|                          | Mohamed Azgag            | MoDem                    | DVD                      | 2 498        | 33,26        | 4 402       | 57,40       |
|                          | Christine Penhouet       | LR                       | DVD                      | 2 498        | 33,26        | 4 402       | 57,40       |
|                          | Sandrine Berthier        | PS                       | UGE                      | 2 351        | 31,30        | 3 267       | 42,60       |
|                          | Maxime Blondeau          | EÉLV                     | UGE                      | 2 351        | 31,30        | 3 267       | 42,60       |
|                          | Guillaume Auffret        | LREM                     | DVC                      | 1 429        | 19,03        |             |             |
|                          | Isabelle Letiembre       | LREM                     | DVC                      | 1 429        | 19,03        |             |             |
|                          | Caroline Alix            | DVD                      | LR                       | 1 233        | 16,42        |             |             |
|                          | Gabriel Sauvet           | LR                       | LR                       | 1 233        | 16,42        |             |             |
|                          |                          |                          |                          |              |              |             |             |
| Suffrages exprimés       | Suffrages exprimés       | Suffrages exprimés       | Suffrages exprimés       | 7 511        | 95,39        | 7 669       | 93,86       |
| Votes blancs             | Votes blancs             | Votes blancs             | Votes blancs             | 218          | 2,77         | 298         | 3,65        |
| Votes nuls               | Votes nuls               | Votes nuls               | Votes nuls               | 145          | 1,81         | 204         | 2,50        |
| Total                    | Total                    | Total                    | Total                    | 7 874        | 100          | 8 171       | 100         |
| Abstention               | Abstention               | Abstention               | Abstention               | 15 346       | 66,09        | 15 055      | 64,82       |
| Inscrits / participation | Inscrits / participation | Inscrits / participation | Inscrits / participation | 23 220       | 33,91        | 23 226      | 35,18       |

### Canton de Vannes-2
| Candidats                | Candidats                | Partis                   | Nuance                   | Premier tour | Premier tour | Second tour | Second tour |
| Candidats                | Candidats                | Partis                   | Nuance                   | Voix         | %            | Voix        | %           |
| ------------------------ | ------------------------ | ------------------------ | ------------------------ | ------------ | ------------ | ----------- | ----------- |
|                          | Denis Bertholom          | LR                       | DVD                      | 5 804        | 52,99        | 6 242       | 54,17       |
|                          | Sophie Lebreton          | DVD                      | DVD                      | 5 804        | 52,99        | 6 242       | 54,17       |
|                          | Loïc Le Trionnaire       | DVG                      | DVG                      | 5 148        | 47,01        | 5 280       | 45,83       |
|                          | Elisabeth Toureau        | DVG                      | DVG                      | 5 148        | 47,01        | 5 280       | 45,83       |
|                          |                          |                          |                          |              |              |             |             |
| Suffrages exprimés       | Suffrages exprimés       | Suffrages exprimés       | Suffrages exprimés       | 10 952       | 93,67        | 11 522      | 95,03       |
| Votes blancs             | Votes blancs             | Votes blancs             | Votes blancs             | 466          | 3,99         | 367         | 3,03        |
| Votes nuls               | Votes nuls               | Votes nuls               | Votes nuls               | 274          | 2,34         | 235         | 1,94        |
| Total                    | Total                    | Total                    | Total                    | 11 692       | 100          | 12 124      | 100         |
| Abstention               | Abstention               | Abstention               | Abstention               | 21 148       | 64,39        | 20 717      | 63,08       |
| Inscrits / participation | Inscrits / participation | Inscrits / participation | Inscrits / participation | 32 838       | 35,61        | 32 841      | 36,92       |

### Canton de Vannes-3
| Candidats                | Candidats                | Partis                   | Nuance                   | Premier tour | Premier tour | Second tour | Second tour |
| Candidats                | Candidats                | Partis                   | Nuance                   | Voix         | %            | Voix        | %           |
| ------------------------ | ------------------------ | ------------------------ | ------------------------ | ------------ | ------------ | ----------- | ----------- |
|                          | Gilles Dufeigneux        | DVD                      | DVD                      | 3 145        | 37,07        | 4 355       | 50,11       |
|                          | Gaëlle Favennec          | DVD                      | DVD                      | 3 145        | 37,07        | 4 355       | 50,11       |
|                          | François Cardron         | DVG                      | DVG                      | 2 852        | 33,62        | 4 336       | 49,89       |
|                          | Morgane Le Roux          | DVG                      | DVG                      | 2 852        | 33,62        | 4 336       | 49,89       |
|                          | Marie Le Calvé           | RN                       | RN                       | 1 283        | 15,12        |             |             |
|                          | Frédéric Messager        | RN                       | RN                       | 1 283        | 15,12        |             |             |
|                          | Christelle Ferec         | DVG                      | DVG                      | 1 203        | 14,18        |             |             |
|                          | Yann Le Baraillec        | DVG                      | DVG                      | 1 203        | 14,18        |             |             |
|                          |                          |                          |                          |              |              |             |             |
| Suffrages exprimés       | Suffrages exprimés       | Suffrages exprimés       | Suffrages exprimés       | 8 483        | 96,33        | 8 691       | 94,61       |
| Votes blancs             | Votes blancs             | Votes blancs             | Votes blancs             | 208          | 2,36         | 302         | 3,29        |
| Votes nuls               | Votes nuls               | Votes nuls               | Votes nuls               | 115          | 1,31         | 193         | 2,10        |
| Total                    | Total                    | Total                    | Total                    | 8 806        | 100          | 9 186       | 100         |
| Abstention               | Abstention               | Abstention               | Abstention               | 16 904       | 65,75        | 16 532      | 64,28       |
| Inscrits / participation | Inscrits / participation | Inscrits / participation | Inscrits / participation | 25 710       | 34,25        | 25 718      | 35,72       |